# خانه حاج میرزا
خانه حاج میرزا مربوط به دوره قاجار است و در شهرستان نور، بخش بلده، دهستان تتارستاق، روستای نج، خانه حاج میرزا واقع شده و این اثر در تاریخ ۱۸ آذر ۱۳۸۷ با شمارهٔ ثبت ۲۳۹۰۳ به‌عنوان یکی از آثار ملی ایران به ثبت رسیده است.